# Qui va matar la tieta Roo?
 Qui va matar la tieta Roo? (títol original en anglès: Whoever Slew Auntie Roo?) és una pel·lícula britànica dirigida per Curtis Harrington, estrenada el 1972. Ha estat doblada al català.

## Argument
Lliure adaptació del popular conte "Hansel i Gretel". Anglaterra, anys 20. Per als nens de l'orfenat, Tia Roo és una amable vídua americana que cada any celebra una gran festa de Nadal a la seva mansió de Forrest Grange, que convida a un grup seleccionat d'orfes. Un Nadal es fixa en una nena que el recorda a la seva filla morta.

## Repartiment

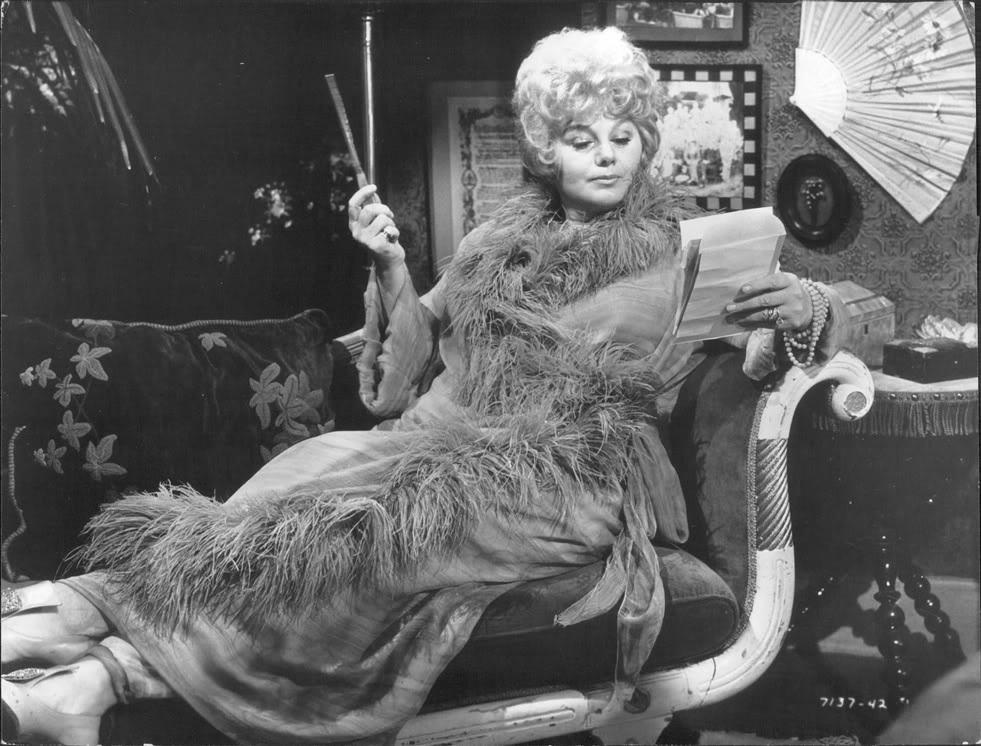
Shelley Winters

- Shelley Winters: Sra. Rosie Forrest ("tieta Roo")
- Mark Lester: Christopher Coombs
- Chloe Franks: Katy Coombs
- Ralph Richardson: M. Benton, fals medium
- Lionel Jeffries: Inspector de policia Willoughby
- Hugh Griffith: M. Harrison
- Rosalie Crutchley: Miss Henley
- Pat Heywood: Dr. Mason
- Judy Cornwell: Clarine
- Michael Gothard: Albie
- Jacqueline Cowper: Angela
- Richard Beaumont: Peter
- Charlotte Sayce: Katharine Forrest, la filla de tia Roo
- Marianne Stone: Miss Wilcox